# Юбер-Фоли
Юбе́р-Фоли́ (фр. Hubert-Folie) — коммуна во Франции, находится в регионе Нижняя Нормандия. Департамент коммуны — Кальвадос. Входит в состав кантона Бургебюс. Округ коммуны — Кан.
Код INSEE коммуны — 14339.

## Население
Население коммуны на 2010 год составляло 352 человека.
| 1962 | 1968 | 1975 | 1982 | 1990 | 1999 | 2010 |
| ---- | ---- | ---- | ---- | ---- | ---- | ---- |
| 81   | 75   | 162  | 167  | 196  | 213  | 352  |

## Экономика
В 2010 году среди 244 человек трудоспособного возраста (15—64 лет) 198 были экономически активными, 46 — неактивными (показатель активности — 81,1 %, в 1999 году было 74,3 %). Из 198 активных жителей работали 173 человека (98 мужчин и 75 женщин), безработных было 25 (11 мужчин и 14 женщин). Среди 46 неактивных 19 человек были учениками или студентами, 16 — пенсионерами, 11 были неактивными по другим причинам.